# 宮本葉月
宮本 葉月（みやもと はづき、2000年12月25日 - ）は、高知県高知市出身の飛込競技選手。

## 経歴
2018年アジア競技大会で初めての日本代表となり、女子3m飛板飛込、女子3mシンクロ飛板飛込に出場した。また、2019年世界水泳選手権の女子3mシンクロ飛板飛込と、2021年FINA飛込ワールドカップに出場した。
土佐女子高等学校卒業後、2019年4月に近畿大学に進学。2020年東京オリンピックの飛込競技で初めての日本代表入りを果たすと、榎本遼香とともに女子3mシンクロ飛板飛込に出場し、5位になった。